# Hoenshuis

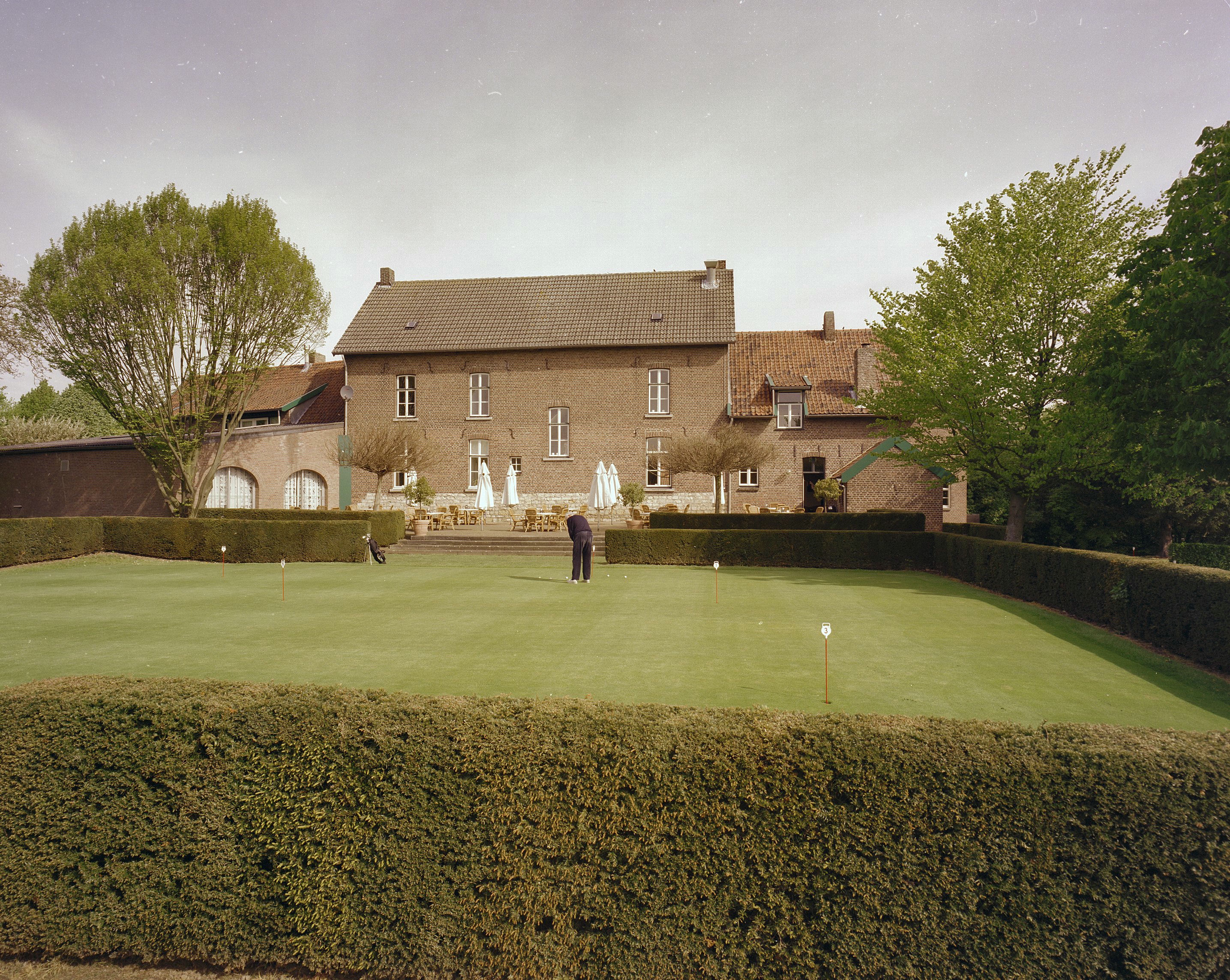
Overzicht van de achterzijde van de besloten hoeve, thans in gebruik door een golfclub.

Het Hoenshuis is een boerderij en voormalig kasteel in de Nederlandse plaats Voerendaal, gelegen aan Hoensweg 17.

## Geschiedenis
Dit huis werd aanvankelijk bewoond door een tak van de familie Hoen, ook genaamd Hoen van Cartils. De eerste bekende bewoner was Johannes Hoen (1350-1443), zoon van Nicolaas I Hoen en Catharina Chapelle en broer van Herman II Hoen. Johan werd in 1364 en 1381 door de aartsbisschop van Keulen beleend met de hof in Voerendaal, die bestond uit circa 70 hectare aan grond met akkers en bos. Ook moet er al een versterkt huis hebben gestaan. Nadat Johan kinderloos was overleden kwam het Hoenshuis bij Jan van Cartils, de zoon van Johans zus. Zijn nazaten behielden het Hoenshuis nog eeuwenlang in bezit.
In 1784 kreeg graaf Maximiliaan Hoen van Neufchateau het huis in eigendom. Omdat het Hoenshuis een riddermatig goed was, gaf het eigendom ervan toegang tot de ridderschap van Valkenburg. Het kasteel zelf was in de 17e en 18e eeuw in verval geraakt en er stond alleen nog een boerderij.
Tot 1787 bleef het nog een leengoed. De poort, twee torentjes en een deel van de omgrachting zouden toen nog aanwezig zijn geweest. Omstreeks 1880 werd het door een nieuwe eigenaar opnieuw opgebouwd tot de huidige gesloten, bakstenen hoeve.
In 1935 kwam de hoeve toe aan de familie Snijders. Vanaf medio 1985 werden de landerijen onder beheer van architect baronPaul Rolin omgebouwd tot een golfterrein onder de naam Hoenshuis Golf BV, opgericht in 1987 door de familie Snijders, eigenaar van de boerderij hoeve en de landerijen. In 1989 werd de club verkocht aan het Japanse Teikyo Europe BV. Per 1 december 2011 is de familie Snijders weer opnieuw eigenaar van de club.

## Beschrijving
Er was in ieder geval in 1364 al sprake van een versterkt huis. Een kaart uit 1573 laat het kasteel 'Huntz' zien, maar in 1784 bleek er nog slechts sprake te zijn van een boerderij en een poortgebouw met twee torentjes. De omgrachting is gedempt.
De huidige besloten hoeve Hoenshuis is het resultaat van de grootschalige verbouwing in 1880. De hoeve heeft een tweelaags woonhuis en eenlaags bedrijfsvleugels rondom een binnenplaats. Van het oude Hoenshuis bleef slechts een stuk mergelstenen muur over.
Aerwinkel · Kasteel Afferden · Aldt Huys · Aldenborgh · Kasteel Aldenghoor · Aldenhoven · Alte Burg · Kasteel Amstenrade · Slot Annendael · Kasteel Arcen · Baersdonck · Bakvliet · Baronsberg · Baxhof · Beegden ·  Benzenrade · Kasteel De Berckt · Kasteel Bethlehem · Beusdaelshof · Binsfeld · Huis Blankenberg · Kasteel Bleijenbeek · Blitterswijck · Boerlo · Bolberg · Bollenberg · Kasteel De Bongard · Borggraaf · Kasteel d'Erp · Kasteel Borggraaf · Kasteel Borgharen · Kasteel Born · Huis Bree · Breust · Kasteel Broekhuizen · Broekhuizen · Gracht Burggraaf · Kasteel De Burght · Kasteel Cartils · Cloppenburg (Oost-Maarland) · Kasteel Cortenbach · Huis De Dael · Dammerscheid · Kasteel De Bockenhof · De Donck (Sevenum) · De Donck (Swolgen) · De Dorth ·  Huis ten Dijcken · Kasteel Doenrade · De Doom · Douve · Douvenrade · De Dries · Kasteel Erenstein · Kasteel Eijsden · Eijsden · Einrade · Kasteel Elsloo · Ensenbroek · Eperhuis · Etzenraderhuuske · Exaten · Kasteel Eijckholt · Kasteel Eyckholt · Eys · Gastendonck · Kasteel Genbroek · Gebroken Slot · Kasteel Geijsteren · Kasteel Op Genhoes · Kasteel Genhoes · Genneperhuis · Kasteel Het Geudje · Kasteel Geulle · Kasteel Geusselt · Geijsteren · Gen Heck · Ghoor · Kasteel Goedenraad · Kasteel Grasbroek · Kasteel Groenendaal · Groethof · Groot Paarlo · Kasteel van Gronsveld · De Gun ·Kasteel Haeren · Kasteel Den Halder · Heerlaer · Heeze · Heijen · 's-Herenanstel · Kasteel Hillenraad · Kasteel Hoensbroek · Hoenshuis · Holstrate · Holtmühle · Huize Holtum · Kasteel Horn · De Horst · Huys ter Horst · Ten Hove (Grathem) · Ten Hove (Panningen) · Huis Brias · Huis Darth ·  Kasteel Hurpesch · Kasteel Sint-Jansgeleen · Kasteel Jerusalem · Kasteel Kaldenbroek · Den Kamp · Kasteel Karsveld · Kasteel Keverberg · Klein Paarlo · Klimmender Huuske · De Kolck · Koppelberg · Laar · Landsfort · Kasteel Lemiers · Kasteelruïne Lichtenberg · Kasteel Limbricht · Lonesteyn · Huize Lovendael · Mazenburg · Kasteel van Meerlo · Kasteel Meerssenhoven · Meezenbroek · Kasteel van Mheer · Middelaar · Kasteel Millen · Kasteel Montfort · Movert · Mulrode · De Munt · Château Neercanne · Kasteel Neubourg · Nienghoor · Huis Nierhoven · Kasteel Nieuwenbroeck · Nije Huys · Kasteel Nijenborgh · Kasteel Nijswiller · Nijthuysen · Kasteel Obbicht · Oedenrade · Kasteel Ooijen · Kasteel Oost (Valkenburg) · Kasteel Oost (Oost-Maarland) · Kasteel Ouborg · Overen · Kasteel Passarts-Nieuwenhagen · Prickenis · Prinsenhof · Puth · De Putting · Raath · De Raay · Ravenhof · Kasteel Reijmersbeek · Kasteel van Rijckholt · Kasteel Rivieren · Rodenbroek · Rosendaal · Kasteel Schaesberg · Kasteel Schaloen · Te Scharen · Schenkenburg · Kasteel Scheres · De Spijker (Geijsteren) · De Spijker (Leeuwen) · Huis Severen · Sibberhuuske · Château St. Gerlach · Spraland · Huis De Spyker · Huize Stalberg · Stalberg (Wellerlooi) · De Steeg · Kasteel Stein · Steinhagen · Steenen Huis · Stoel van Swentibold · Strijthagen (Landgraaf) · Strijthagen (Welten) · Struyver · Kasteel Terborgh · Terlinden (Wijnandsrade) · Terveurdt · Ter Weyer · Kasteel Ter Worm · De Tombe · Huis De Torentjes · Triest · Trippaert · Kasteel Vaalsbroek · Kasteel Vaeshartelt · Valkenburg · Vliek · De Vroenhof · Vrijburg · Kasteel Wambach · Warenberg · Well · Weyershof ·  Wijlre · Kasteel Wijnandsrade · Wijnandsrade · Wijnantshof · Wissegracht · Huize Witham · Kasteel Wittem · Wolfrath · Wylre